# Homochlodes disconventa
Homochlodes disconventa là một loài bướm đêm trong họ Geometridae.